# موياشيمون
موياشيمون (باليابانية: もやしもん ، بالروماجي: Moyashimon) هي سلسلة مانغا يابانية من تأليف ماسايوكي إيشيكاوا [الإنجليزية]، نشرت من قبل كودانشا مجلة إفينينغ 20 منذ يوليو عام 2004 حتى يونيو عام 2013. ثم انتقلت إلى مجلة مورنينغ تو الشهرية في 22 يناير عام 2014. تم تجميع فصول المانغا في 13 مجلد تانكوبون، نشرت منذ مايو عام عام 2005 حتى عام 2014. أنتجت المانغا إلى مسلسل أنمي تلفزيوني من قبل استوديو شيروغومي واستوديو تيليكوم أنيميشن فيلم، عرض الأنمي على تلفزيون فوجي في فقرة نويتامينا، منذ 12 أكتوبر عام 2007 واستمر 21 ديسمبر عام 2007، وتكون من 11 حلقة.

## القصة
تدور أحداث القصة عن تاداياسو سويمون وهو طالب جامعي في السنة الأولى في إحدى الجامعات الزراعية، والذي يتمتع بقدرة فريدة على رؤية الكائنات الحية الدقيقة والتواصل معها. جلبت له هذه القدرة بعض الشهرة لأنه عندما دخل الجامعة، اكتشف تاداياسو أن أحد الأساتذة كان على علم بالفعل بموهبته عن طريق جده.

## الشخصيات
تاداياسو سويمون (باليابانية: 沢木 惣右衛門 直保، بالروماجي: Sawaki Souemon Tadayasu)
أداء صوتي: دايسكي ساكاغوتشي
كي يوكي (باليابانية: 結城 蛍، بالروماجي: Yūki Kei)
أداء صوتي: ميتسكي سايغا
كيزو إيتسوكي (باليابانية: 樹 慶蔵، بالروماجي: Itsuki Keizō)
أداء صوتي: توموميتشي نيشيمورا
هاروكا هاسيغاوا (باليابانية: 長谷川 遥، بالروماجي: Hasegawa Haruka)
أداء صوتي: ساياكا أوهارا
هازوكي أويكاوا (باليابانية: 及川 葉月، بالروماجي: Oikawa Hazuki)
أداء صوتي: أكمي كاندا
كاورو ميساتو (باليابانية: 美里 薫، بالروماجي: Misato Kaoru)
أداء صوتي: كاتسويوكي كونيشي
تاكوما كاواهاما (باليابانية: 川浜 拓馬، بالروماجي: Kawahama Takuma)
أداء صوتي: نورياكي سوغياما
آوي موتو (باليابانية: 武藤 葵، بالروماجي: Mutō Aoi)
أداء صوتي: ماميكو نوتو
آيا هيروكا (باليابانية: 宏岡 亜矢، بالروماجي: Hirooka Aya)
أداء صوتي: تشياكي تاكاهاشي
يو كانيشيرو (باليابانية: 金城 優، بالروماجي: Kaneshiro Yū)
ماري (باليابانية: マリー، بالروماجي: Marī)
أداء صوتي: ميوكي ساواشيرو
هانا كانو (باليابانية: 加納 はな، بالروماجي: Kanō Hana)

### الكائنات الدقيقة
عصية خلية (باليابانية: A.  アセチ، بالروماجي: A. asechi)
نوباء متناوية (باليابانية: A.アルテルナータ، بالروماجي: A. aruterunāta)
الرشاشيات اواموري [الإنجليزية] (باليابانية: A.アワモリ، بالروماجي: A. awamori)
أداء صوتي: هيسانوري يوشيدا
رشاشية أوريزه (باليابانية: A.オリゼー، بالروماجي: A. orizē)
أداء صوتي: يومي توما
Aspergillus sojae (باليابانية: A.ソーエ، بالروماجي: A. sōe)
رشاشية سوداء (باليابانية: A.ニガー، بالروماجي: A. nigā)
Bacillus halodurans (باليابانية: B. ハロヂュランス، بالروماجي: B. harodyuransu)
العصوية الرقيقة (باليابانية: B.ナットー، بالروماجي: B. nattō)
Cladosporium trichoides (باليابانية: C.トリコイデス، بالروماجي: C. torikoidesu)
أداء صوتي: مودي كاتسوياما
مطثية وشيقية (باليابانية: C.ボツリナム، بالروماجي: C. botsurinamu)
Cordyceps sinensis (باليابانية: C. シネンシス، بالروماجي: C. shinenshisu)
هوتشي كين (باليابانية: Hiochi Kin، بالروماجي: 火落菌)
Lactobacillus bifidum (باليابانية: L. ビフィダム، بالروماجي: L. bifidamu)
Lactobacillus brevis (باليابانية: L. ブレビス، بالروماجي: L. burebisu)
Streptococcus lactis ‏ (باليابانية: S.ラクチス، بالروماجي: S. rakuchisu)
Lactobacillus plantarum (باليابانية: L. プランタルム، بالروماجي: L. purantarumu)
Lactobacillus yogurti (باليابانية: L.ヨグルティ، بالروماجي: L. yoguruti)
Penicillium chrysogenum (باليابانية: P.クリソゲヌム، بالروماجي: P. kurisogenumu)
مملسة (باليابانية: P. ペントサセウス، بالروماجي: P. pentosaseusu)
خميرة الجعة (باليابانية: S.セレビシエ، بالروماجي: S. serebishie)
شعروية حمراء (باليابانية: T.ルブラム، بالروماجي: T. ruburamu)

## وصلات خارجية
- موقع الأنمي الرسمي باللغة اليابانية
- موياشيمون على موقع IMDb (الإنجليزية)
- موياشيمون على موقع قاعدة بيانات الفيلم (الإنجليزية)
- موياشيمون على موقع ANN anime (الإنجليزية)
- موياشيمون على موقع ANN manga (الإنجليزية)